# 韶能股份
广东韶能集团股份有限公司 （深交所：000601）是中国深圳证券交易所的一家上市公司，主营业务范围为电力、蒸汽、热水的生产和供应业。
2011年，该公司主营业务收入为2109606680.85元，公司净利润为85961940.55元，公司总资产为8170480280.85元。